# William Beal
William Beal, född 9 september 1815 i Sheffield, död 20 april 1870 i Aigle i Schweiz, var en brittisk religiös författare.
Beal utbildade sig vid King's College London och Trinity College i Cambridge. 1841 tog han en filosofie kandidatexamen och samma år blev han diakon. Sex år senare utsågs han till kyrkoherde i Brooke (i närheten av Norwich). Under sin livstid var han mest känd för att ha propagerat för skördebostäder i lantdistrikten 1845 (A Letter to the Earl of Albemarle on Harvest Homes). Förutom att författa ett antal böcker var han även redaktör för West of England Magazine.